# Северная Поляна (Брянская область)
Северная Поляна — опустевший посёлок в Комаричском районе Брянской области в составе Усожского сельского поселения.

## География
Находится в юго-восточной части Брянской области на расстоянии приблизительно 6 км на юг-юго-запад по прямой от районного центра поселка Комаричи.

## История
Упоминается с 1920-х годов. На карте 1941 года отмечен как поселение с 15 дворами дворами.

## Население
Численность населения: 79 человек в 1926 году, 10 (русские 95 %) в 2002 году, 0 в 2010.